# Anna de Trebisonda
|  | No s'ha de confondre amb Anna de Trebisonda, reina de Geòrgia. |

Anna Anacutlu, també anomenada Anna Comnena, fou la catorzena emperadriu de Trebisonda, que va governar en quinzè lloc durant el període 1341-1342. Era filla de l'emperador Aleix II Comnè. Va assumir el tron per petició popular, però no tothom confiava en una dona per governar i va haver de deixar el poder per l'arribada del seu cosí Joan, després d'un intent fallit de substituir-la pel seu oncle Miquel Comnè.

## Ascens al tron
Segons la historiadora Penelope Vougiouklaki, Anna i el seu germà Miquel eren fills de l'emperador Aleix II Comnè de Trebisonda i d'una dama que era filla d'Anakhutlu, governant dels lazis, però no hi ha dades suficients per saber si aquesta dona era una segona esposa que va tenir després d'enviudar o si es tractava d'una amistançada.
Se sap que va ser monja i va fundar un convent a Jerusalem, dedicat a l'advocació de sant Eutimi. L'existència d'aquest convent només consta en un document, el testament d'un monjo anomenat Gerasimos, datat el 18 de novembre del 1344, es desconeix, però la data de la fundació del monestir.
Un grup de representants de l'aristocràcia de Trebisonda la van convèncer d'abandonar els hàbits i fer-se'n càrrec del govern. En aquell moment el país estava en una situació inestable, ja que el tron estava en mans de la vídua sense descendència del darrer emperador Irene Paleòloga i la manca de suport havia desencadenat una guerra civil. Ella va acceptar i fou proclamada emperadriu a la Làzica perquè li van dir que la seva presència pacificaria la situació.
Els partidaris d'Anna la van escortar fins a Trebisonda. Pel camí més gent s'anava unint i, a més, van arribar per fer-li costat unes tropes enviades pel rei Jordi V de Geòrgia; tots plegats van arribar a les muralles de la capital el 17 de juliol del 1341, li van donar accés sense oferir resistència i Irene fou deposada.

## L'arribada de Miquel Comnè
Tres setmanes després van arribar a Trebisonda tres vaixells romans d'Orient amb tropes liderades per Miquel Comnè, l'oncle d'Anna, que havia estat cridat per Niketas Scholares i Gregori Meitzomates, representants d'un altre partit contrari a la deposada Irene. A Miquel també li havien dit que la seva presència era necessària per acabar amb la guerra civil i per això havia tornat del seu exili. Miquel va proposar casar-se amb Irene a canvi d'assumir el govern; de fet la mateixa Irene havia escrit al seu pare, l'emperador romà d'Orient Andrònic III Paleòleg que li enviés un marit, però el pare va morir abans de poder contestar la carta i la tria del marit la va fer el seu successor Joan V Paleòleg, que va enviar a Miquel.
El metropolità Akakios i part de la noblesa de Trebisonda van fingir que l'acceptaven com a governant legítim. Sembla que la seva edat no els va acabar de convèncer (ja tenia 56 anys) i a altres els incomodava la presència d'un exèrcit romà d'Orient en les seves terres. Aquella nit el van fer pres i, agafant per sorpresa la seva escorta, els van matar deixant Miquel sense acompanyants. Irene va mirar com ficaven Miquel a bord d'un vaixell en direcció a Oinaion on quedaria captiu, però poc després va ser ella la qui va pujar a un vaixell francès i va marxar cap a Constantinoble.

## El regnat d'Anna
Anna no va tenir opció de donar ordres, només se li va permetre representar la corona mentre que el govern real el tenien els membres del partit senatorial, els quals havien impulsat la seva proclamació. Els ciutadans insultaven aquest grupet, que eren tinguts per uns arribistes, i es va desencadenar una revolta. Els oghuz, sabedors de la situació d'inestabilitat política van aprofitar per atacar, als quals van poder rebutjar a temps.
Niketas Scholares i Gregori Meitzomates van tornar a Constantinoble amb Constantí Doranites i altres membres de l'oposició i van convèncer l'emperador romà d'Orient que els enviés el jove fill de Miquel Comnè, Joan per assumir el poder que li havien negat al pare. El setembre del 1342, amb l'ajut dels genovesos, una flota formada per cinc vaixells va arribar a Trebisonda. Anna i els seus partidaris es va preparar per defensar la ciutat, però una revolta popular els va deixar sense suport. La gent de Joan van prendre control de la ciutat el 4 de setembre del 1342 i el van coronar emperador. Els scholarioi van executar la major part dels seus rivals i Anna va ser estrangulada poc després de la seva deposició.